# ثوم ألبرزي
ثوم ألبرزي (الاسم العلمي: Allium elburzense) هو نوع من النباتات يتبع جنس الثوم من فصيلة النرجسية. سمي هذا النوع نسبةً إلى جبال ألبرز في إيران.